# Jean-Louis Burgat
Pour les articles homonymes, voir Burgat.
 (octobre 2021).
Si vous disposez d'ouvrages ou d'articles de référence ou si vous connaissez des sites web de qualité traitant du thème abordé ici, merci de compléter l'article en donnant les références utiles à sa vérifiabilité et en les liant à la section « Notes et références ».
Jean-Louis Burgat, né le 26 mai 1945, est un animateur, réalisateur et producteur de télévision français.

## Biographie
Ancien élève de l'École supérieure de journalisme de Lille (43e promotion), Jean-Louis Burgat travaille deux ans comme journaliste à Moncton (Canada) dans le quotidien francophone acadien L’Évangéline. Il entre ensuite comme reporter et présentateur à Europe 1, RMC et France Inter, où il présente le journal de 13 h en remplacement ou aux côtés d'Yves Mourousi jusqu'en 1975. Puis il est correspondant de TF1 à Londres en 1979-1980.
À son retour de Londres, il est nommé rédacteur en chef à TF1 par Jean-Marie Cavada. Il a créé et présenté l'émission 7 sur 7 avec Érik Gilbert, avant de rejoindre Canal+ en 1984 pour y diriger la rédaction et ensuite créer et présenter le magazine de société 24 heures. Il a ensuite fondé la société Léo Productions, spécialisée dans les films animaliers, les études sociétales (J'aurai 100 ans sur Canal+, Le Journal des courses sur La Cinq) ou encore les portraits : Depardieu vigneron, Vétérinaires sauvages... Il a aussi lancé Antoine de Maximy comme animateur alors que ce dernier était assistant sur des films animaliers.
Jean-Louis Burgat a créé les retransmissions quotidiennes des courses hippiques pour différentes chaînes comme France 2, France 3 ou Canal+.
Il a créé en 2008 Burgat Productions, entreprise qui produisait des films et des émissions télévisées.
Il est actuellement chroniqueur sur CNews et sur RTL.

## Filmographie

### Séries documentaires
Avec la société Léo Productions qu'il a fondé en 1991, il produit plusieurs séries documentaires sur la nature sauvage pour les chaînes France 2, France 3 et La Cinquième :
- 1995-2001 : Fous d'animaux, 40 x 26 minutes, La Cinquième
- 1996 : Planète animale, 3 x 52 minutes, France 3
- 1998 : Passion sauvage, 3 x 52 minutes, France 3
- 1999 : Paradis sauvages, 4 x 52 minutes, France 2
- 1999 : À la recherche des animaux perdus, 6 x 52 minutes, France 3
- 2001 : Aventures de femmes, 6 x 26 minutes, La Cinquième
- 2003 : Les Nouveaux explorateurs, 6 x 52 minutes, France 3

### Documentaires unitaires
- 2001 : Quand les éléphants meurent, réalisé par Pascal Plisson, 52 minutes, Canal+, La Cinquième
- 2002 : Salama, guépard solitaire, réalisé par Pascal Plisson, 52 minutes, Canal+, France 5
- 2004 : Une journée en brousse, réalisé par Simon Watel, 52 minutes, Canal+, Planète